# Vigodarzere
Vigodarzere är en ort och kommun i provinsen Padova i regionen Veneto i Italien. Kommunen hade 13 057 invånare (2018).